# Jeanne Hébuterne au grand chapeau
Jeanne Hébuterne au chapeau est une peinture à l'huile sur toile de 55 × 38 cm réalisée en 1918 par le peintre italien Amedeo Modigliani. Elle fait partie d'une collection japonaise privée. 
La peinture est un portrait de Jeanne Hébuterne, qui entretient une relation sentimentale intense avec l'artiste, au point même de se suicider le lendemain de la mort de celui-ci. Hébuterne sert de modèle pour de nombreuses peintures du maître. 